# Another Music in a Different Kitchen
Albums de Buzzcocks
Time's Up
(1977) Love Bites
(1978)
Another Music in a Different Kitchen est le premier album officiel des Buzzcocks, sorti en 1978.
Il est enregistré en décembre 1977 aux Studios Olympic de Londres avec le producteur Martin Rushent qui a déjà travaillé sur les albums des Stranglers.
Il est édité par United Artists Records le 10 mars 1978. La photo de la pochette est réalisée par Malcolm Garrett. Les premiers exemplaires sont distribués dans un emballage en plastique noir et orange frappé du logo du groupe.

## Titres
| No  | Titre                          | Durée |
| --- | ------------------------------ | ----- |
| 1.  | Fast Cars                      | 2:07  |
| 2.  | No Reply                       | 2:07  |
| 3.  | You Tear Me Up                 | 2:32  |
| 4.  | Get On Our Own                 | 2:31  |
| 5.  | Love Battery                   | 2:16  |
| 6.  | 16                             | 3:50  |
| 7.  | I Don't Mind                   | 2:20  |
| 8.  | Fiction Romance                | 4:38  |
| 9.  | Autonomy                       | 3:52  |
| 10. | I Need                         | 2:50  |
| 11. | Moving Away from the Pulsebeat | 5:40  |